# Rodingen
Rodingen (luxemburgisch Rodangeⓘ, französisch Rodange, früher auf luxemburgisch Réiden op der Korⓘ) ist eine Ortschaft in der Gemeinde Petingen, im Kanton Esch an der Alzette, Großherzogtum Luxemburg.
Rodingen zählt 7512 Einwohner. Der Name Rodingen entstammt angeblich von der fränkischen Sippe Rodilo.

## Stahlindustrie
ArcelorMittal Rodange & Schifflange s. a. ist der größte Arbeitgeber in Rodingen. Ein Walzwerk zur Herstellung von Kranschienen, Spundwänden und Spezialprodukten sowie ein Walzwerk für Betonstahl-Bewehrungsstahl wird in Rodingen betrieben. Dieses stellt unter anderem die Schienen für den Stater Tram in Luxemburg-Stadt her.

## Verkehr
Rodingen verfügt über einen Bahnhof, der zurzeit modernisiert wird (voraussichtliche Fertigstellung 2024), sowie mehrere Bushaltestellen. Des Weiteren ist neben dem Bahnhof ein P+R im Bau (voraussichtliche Fertigstellung 2022). Dieser soll später über 1600 Parkplätze verfügen.
- Bahnstrecke Esch–Athus

## Einwohnerentwicklung
| Datum      | Einwohner | %     | Datum      | Einwohner | Datum      | Einwohner | Datum      | Einwohner |
| ---------- | --------- | ----- | ---------- | --------- | ---------- | --------- | ---------- | --------- |
| 31/12/1994 | 4059      |       | 31/12/2001 | 4714      | 31/12/2011 | 5736      | 31/12/2021 | 7583      |
| 31/12/1995 | 4117      | +1,43 | 31/12/2002 | 4830      | 31/12/2012 | 5840      |            |           |
| 23/05/1996 | 4148      | +0,75 | 31/12/2003 | 4971      | 31/12/2013 | 6136      |            |           |
| 08/01/1997 | 4146      | -0,05 | 28/12/2004 | 5131      | 31/12/2014 | 6308      |            |           |
| 31/12/1997 | 4257      | +2,68 | 31/12/2005 | 5240      | 31/12/2015 | 6445      |            |           |
| 06/11/1998 | 4349      | +2,16 | 31/12/2006 | 5267      | 31/12/2016 | 6707      |            |           |
| 06/01/1999 | 4359      | +0,23 | 31/12/2007 | 5287      | 31/12/2017 | 6904      |            |           |
| 29/12/1999 | 4470      |       | 31/12/2008 | 5345      | 31/12/2018 | 7141      |            |           |
| 31/01/2000 | 4482      |       | 31/12/2009 | 5458      | 31/12/2019 | 7286      |            |           |
| 31/12/2000 | 4552      |       | 31/12/2010 | 5628      | 31/12/2020 | 7475      |            |           |

## Persönlichkeiten
- Charles Kohl (1929–2016), Künstler, Bildhauer und Zeichner
- Raymond Bley (1939–2012), Radrennfahrer